# Ђунгано
Ђунгано (итал. Giungano) је насеље у Италији у округу Салерно, региону Кампанија.
Према процени из 2011. у насељу је живело 399 становника. Насеље се налази на надморској висини од 232 м.

## Становништво
| 1951. | 1961. | 1971. | 1981. | 1991. | 2001. | 2011. |
| ----- | ----- | ----- | ----- | ----- | ----- | ----- |
| 1.278 | 1.200 | 1.156 | 1.112 | 1.063 | 1.116 | 1.249 |